# Черноград
Черногра̀д е село в Югоизточна България, община Айтос, област Бургас.

## География
Село Черноград се намира на около 12 km западно от общинския център град Айтос и 12 km североизточно от Карнобат. Разположено е южно от Карнобатската планина. Надморската височина в центъра на селото при сградата на кметството е около 208 m, в южния му край – около 230 m, а в северния – около 180 m. Климатът е преходноконтинентален, в землището преобладават смолници и лесивирани почви.
Общинският път, минаващ през Черноград, води на северозапад към пътни разклонения за селата Тополица, Кликач и Раклиново, както и към отстоящата на около километър гара/спирка Черноград на железопътната линия Пловдив – Бургас, а на юг – към кръстовище с първокласния Подбалкански път, водещ на изток към Айтос и на запад – към Карнобат.
На североизток от селото на реката има язовир, поделен между землищата на Черноград и Тополица.

## История
Селото е основано от турци. След 1878 г. се заселват българи от Габровско, Търновско и Тревненско. След края на Руско-турската война 1877 – 1878 г., по Берлинския договор селото остава на територията на Източна Румелия. От 1885 г. – след Съединението, то се намира в България с името Кара̀ сарлѝи. Преименувано е на Черноград през 1934 г. През 1968 – 1969 г. се заселват турци от селата Змеево, Рупча, Смочево, чиито землища попадат в чашата на язовир „Камчия".
От периода 1910 – 1948 г. в Държавния архив – Бургас, се съхраняват документи на/за църковно настоятелство при храм „Света Параскева“ в село Черноград.
От периода 1949 – 1958 г. в Държавния архив – Бургас, се съхраняват документи на/за Трудово кооперативно земеделско стопанство (ТКЗС) „Трайчо Костов“ – с. Черноград, Бургаско. През 1959 г. ТКЗС „Трайчо Костов“ се влива в обединеното ТКЗС (ОТКЗС) с център село Пирне. В списъка на фондове от масив „С“ на архива, фонд 820, се съхраняват документите от периода 1961 – 1994 г. на/за ОТКЗС „Христо Ботев“ – с. Черноград, Бургаско, което – във връзка с промените в наименованието на фондообразувателя и съответните периоди, преминава през следните организационни форми:
- ОТКЗС „Христо Ботев“ – с. Черноград, Бургаско (1962 – 1975);
- Аграрно-промишлен комплекс (АПК) – Айтос, ОТКЗС „Христо Ботев“ – с. Черноград, Бургаско (1971 – 1975);
- АПК – Айтос, клоново стопанство – с. Черноград, Бургаско (1979 – 1983);
- АПК – Айтос, смесена бригада – с. Черноград, Бургаско (1984 – 1989);
- Трудово кооперативно земеделско стопанство „Трайчо Костов“ – с. Черноград, Бургаско (1990 – 1992);
- Земеделска производителна кооперация „Наша земя“ – с. Черноград, Бургаско (1992 – 1992) и последно
- Ликвидационен съвет на Земеделска производителна кооперация „Наша земя“ – с. Черноград, Бургаско (1992 – 1995).

През 2008 г. е закрито основното училище „Цанко Церковски“ в Черноград. Документацията на закритото училище се съхранява в основното училище „Светлина“, село Тополица.

## Население
Населението на село Черноград наброява към 1934 г. 804 души, поради миграция има понижения и повишения на числеността през следващите години с максимум от 890 души към 1965 г. и към 2019 г. намалява до 500 души (по текущата демографска статистика за населението).

### Етнически състав
Преброяване на населението през 2011 г.
Численост и дял на етническите групи според преброяването на населението през 2011 г.:
|                     | Численост |
| Общо                | 540       |
| Българи             | 83        |
| Турци               | 374       |
| Цигани              | 59        |
| Други               | -         |
| Не се самоопределят | 4         |
| Неотговорили        | 20        |

## Религии
В село Черноград се изповядват ислям и православно християнство.

## Обществени институции
Село Черноград към 2020 г. е център на кметство Черноград.
В село Черноград към 2020 г. има:
- действащо читалище „Светлина – 1932 г.“;[19][20]
- постоянно действаща джамия;[21]
- пощенска станция.[22]

## Природни и културни забележителности
В околностите на Черноград се намира калето Кара хисар.
На стената на училището е монтиран пластмасов панел, посветен на загиналите в Балканската и Първата световна войни. Под него са монтирани 2 мраморни плочи. Лявата плоча е посветена на участника в опълченското движение Ненко Димов Иванов. На дясната плоча са изписани имената на загиналите в Отечествената война 1944 – 1945 г.